# Caramelle da uno sconosciuto
Pour plus de détails, voir Fiche technique et Distribution.
Caramelle da uno sconosciuto est un film italien réalisé par Franco Ferrini, sorti en 1987. Scénariste de carrière, Franco Ferrini signe avec ce giallo son unique réalisation pour le cinéma.

## Synopsis
À Rome, un tueur en série assassine des prostituées.

## Fiche technique
- Titre : Caramelle da uno sconosciuto
- Titre original : Caramelle da uno sconosciuto
- Réalisation : Franco Ferrini
- Scénario : Franco Ferrini, Andrea Giuseppini
- Photographie : Giuseppe Berardini, Francesco Calabrò
- Montage : Franco Fraticelli
- Musique : Umberto Smaila
- Scénographie : Bruno Darò, Mauro Passi
- Son : Diego Michelon
- Producteur : Claudio Bonivento (it)
- Société de production : Numero Uno Cinematografica S.r.l., Reteitalia
- Pays d'origine :  Italie
- Langage : Italien
- Format : Couleur
- Genre : Giallo, drame, horreur et Thriller
- Durée : 91 minutes
- Dates de sortie :
  -  Italie : 30 avril 1987

## Distribution
- Barbara De Rossi : Lena
- Marina Suma : Angela
- Athina Cenci : Nadine
- Mara Venier : Stella
- Laura Betti : Jolanda
- Annie Papa (it) : Monica
- Sabrina Ferilli : la romaine
- Anna Galiena : Isa
- Lidia Broccolino (it) : Bruna
- Ilaria Cecchi : Valentina
- Gerardo Amato (it) : le client amoureux d'Angela
- Maurizio Donadoni (it) : Maurizio Giusti, l'inspecteur de Police
- Antonella Ponziani : la première victime
- Alessandra Bonarota : Katia
- Orsetta De Rossi :